# Mr. Basary
Mr. Basary (Babári József) (1954. június 30.) magyar rockénekes.

## Pályafutása

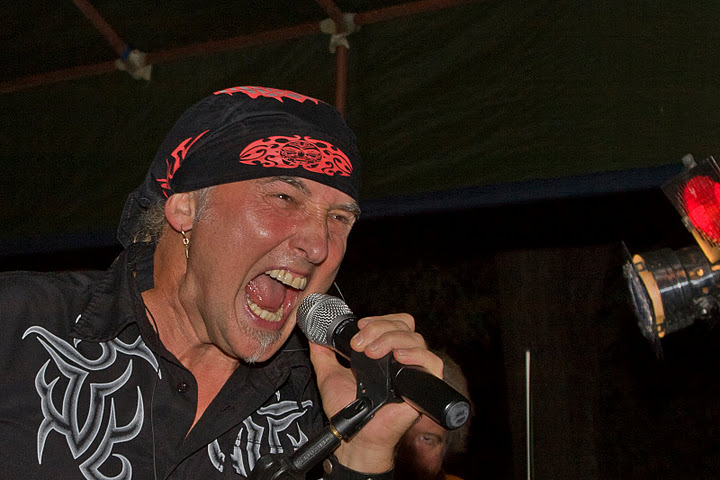
Az Örökség együttes tagjaként

1971-ben kezdte pályafutását a Torzonborz együttesben, mely a mai napig működik. 1979-ben került a frissen alapított Hit-Rock együttesbe. Az együttessel két kislemezt készített, majd 1983-ban távozott. 1984-ben A Wastaps zenekarral a margitszigeti Thermál Szállóban vendéglátózott.
1985-ben egy rövid időre a Missió zenekar tagja lett, majd az év végén átigazolt a P. Box jogutódjához, a Metal Companyhoz. Ez a felállás egy kislemezt készített 1986-ban, majd fuzionált Deák Bill Gyulával és így alakult meg a Bill és a Box Company, 1987-ben. 1988-ban a Telegram együtteshez került, mely a Beatrice és a Bikini zenészeiből alakult, és egy nagylemezt készítettek. A zenekar hosszú szünet után ismét aktív. 1991-ben megalapította saját zenekarát, a Mr. Basary Group-ot, mely hagyományos hard-rock zenét játszik, és a mai napig működik. 1993-tól 1997-ig a Kormorán együttes énekese, majd 2000-től 2011-ig. A Kormorán mellett még egy zenekart működtetett, a Grand Funk Retrót. 2011 év elején a Kormoránból kivált énekes- és zenésztársaival megalakította az Örökség együttest.

## Diszkográfia

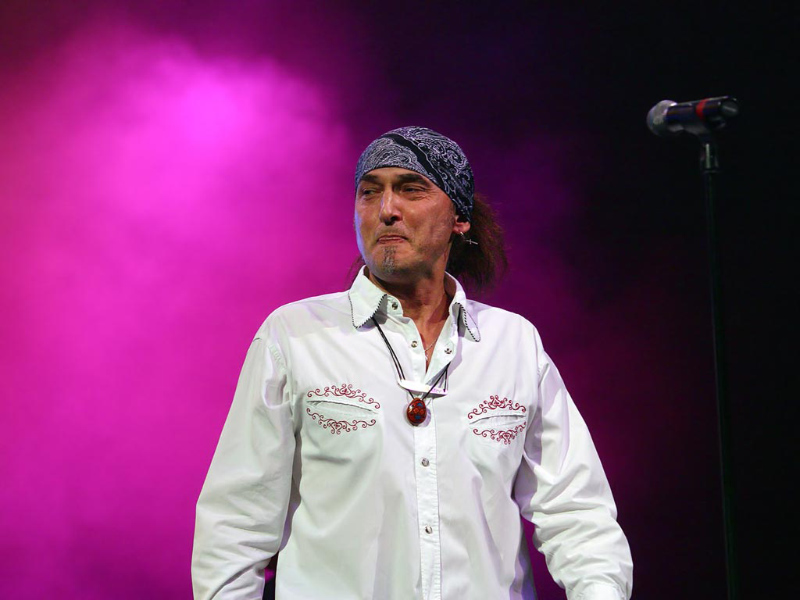
Az Egy csepp emberség Székelyföldért koncerten (2005. október 28.)

- HitRock: A vén csavargó halála (Kislemez, az MHV Pepita – Rock Hullám sorozatában, 1980)
- HitRock: Csepel az én hazám (demo, 1980)
- HitRock: Live in Csepel (szamizdat koncertfelvétel, 1981)
- HitRock: Rock and Roll szerelem / Üveghegy (Kislemez, MHV Pepita – 1982)
- HitRock: Heavy Metal (demo, 1983)
- Metal Company: A dongó / Szép társaság (Kislemez, Favorit – 1986)
- Telegram: Rossz hírek (LP, Hungaroton-Start – 1989)
- HitRock: A vén csavargó halála (promo, stúdiófevétel, 1991)
- Garázs III. (válogatás) (1992)
- Attila – Isten kardja (rockopera) (1993)
- Kormorán: Elektra mindörökké (rockopera) (1995)
- A zöld, a bíbor és a fekete (Bencsik Sándor emléklemez) (1995) (Bill és a Box Company)
- Kormorán: Kormorán a klubban (koncert) (1996)
- Rockbazár (válogatás) (1997)
- Kormorán: Magyar passió (2000)
- Kormorán: A megfeszített (rockopera) (2000)
- Kormorán: Tiltott dalok tiltott hangszereken (2000)
- Kormorán: A reménység temploma (2001)
- Kormorán: A szeretet hídja (2001)
- Kormorán: Táltosok fiai (2002)
- Kormorán: Jöjjön el a Te országod (2002)
- Kormorán: Istenem magyar volt, szóljon aki látta (Kormorán válogatás) (2003)
- Kormorán: A forrás felé (2003)
- Kormorán: Világok világa Magyarország (Kormorán válogatás) (2004)
- Kormorán: Szkafander (Instrumentális album Hernádi Gyula novellája alapján) (2004)
- Kormorán: Hová indulsz? Hová térsz? (Iraki háború ellen) (2004)
- Kormorán: Válaszúton (Magyar Szabadság Napja) (2004)
- Kormorán: A lovak álma (2004)
- Kormorán: Magyarnak lenni hivatásunk (2005)
- Kormorán: Emlékek (Kormorán válogatás) (2005)
- Kormorán: A székelyek szentje (Etüdök Kőrösi Csoma Sándor emlékére) (2005)
- Kormorán: A napba öltözött leány (rockopera) (2006)
- Kormorán: Harminc év legjobb dalai (Best of Kormorán) (2006)
- Emberek Emberekért No 1 (válogatás) (2007)
- Kormorán: Kapuk (2007)
- Emberek Emberekért No 4 (válogatás) (2007)
- Kormorán: Játék karácsonykor (2007)
- Kormorán: Farkasok éneke (2008)
- HitRock: 30 Live! + Ikarusz CD (a 30 éves jubileumi koncert felvétele – Crazy Mama 2009, 2015)
- HitRock: 35 Live! CD (a 35 éves jubileumi koncert felvétele – Városligeti Sörsátor 2014, 2015)
- HitRock: A vén csavargó halála (digitális single, 2015)
- Mr. Basary Group – A csend fogságában élsz CD (2016)
- HitRock: A Mi nemzedékünk (digitális single, 2017)
- HitRock: Nincs helye a rossznak (digitális single, 2019)
- HitRock: 40 – Nem az én világomban élsz CD (2019)
- HitRock: 40 – Nincs helye a rossznak – kislemezek, ritkaságok 1990-2019 CD (válogatás, 2019)
- Hammered 2019 Winter Hits (válogatás) (2019)
- HitRock: Csili Live! CD (a streaming koncert felvétele – Csili Művelődési Központ 2021, 2022 – előkészületben)
- HitRock: A vén csavargók – Fejezetek a HitRock együttes történetéből 1979-2022 DVD (zenés riportfilm 2022 – előkészületben)
- HitRock: A vén csavargók – Soundtrack (online válogatás a riportfilm dalaiból – válogatás 2022 – előkészületben)
- HitRock: A vén csavargók II. – Videó antológia 1991-2021 DVD (2022 – előkészületben)

### Közreműködőként
- Szörényi Levente: Utolsó visszatérés (1994)
- Varga Miklós: A hajnal (1995)
- Szvorák Kati: Szép országom (2006)
- Deák Bill Gyula: Hatvan csapás (2008)
- Koltay Gergely: Őrizz meg engem (2008)
- Bodnár Vivien: Magadat vállalni kell! (2008)